# Olivenebula pulcherrima
Olivenebula pulcherrima là một loài bướm đêm trong họ Noctuidae.